# Erika Tham
Jacqueline "Erika" Tham (Singapore, 15 december 1999) is een Canadese actrice bekend als "Corki Chang" in de  populaire televisieserie Make It Pop van Nickelodeon.
In de serie is ze lid van een K-pop-bandje XO-IQ. Samen met haar drie vriendinnen "Sun Hi Song" (rol vertolkt door Megan Lee) "Jodi Meppa" (vertolkt door Louriza Tronco) en "Caleb Davis" (rol van Dhale Wibley) gaan ze in de serie een topcarrière tegemoet.
Erika Tham is de jongste van de groep en loopt een jaar voor met school. Ze speelt gitaar sinds haar zevende. Ze heeft reeds in 7 verschillende landen gewoond. Tham had in 2016 ook een gastrol in een andere Canadese jeugdserie, The Other Kingdom.